# 프레야 (고양이)

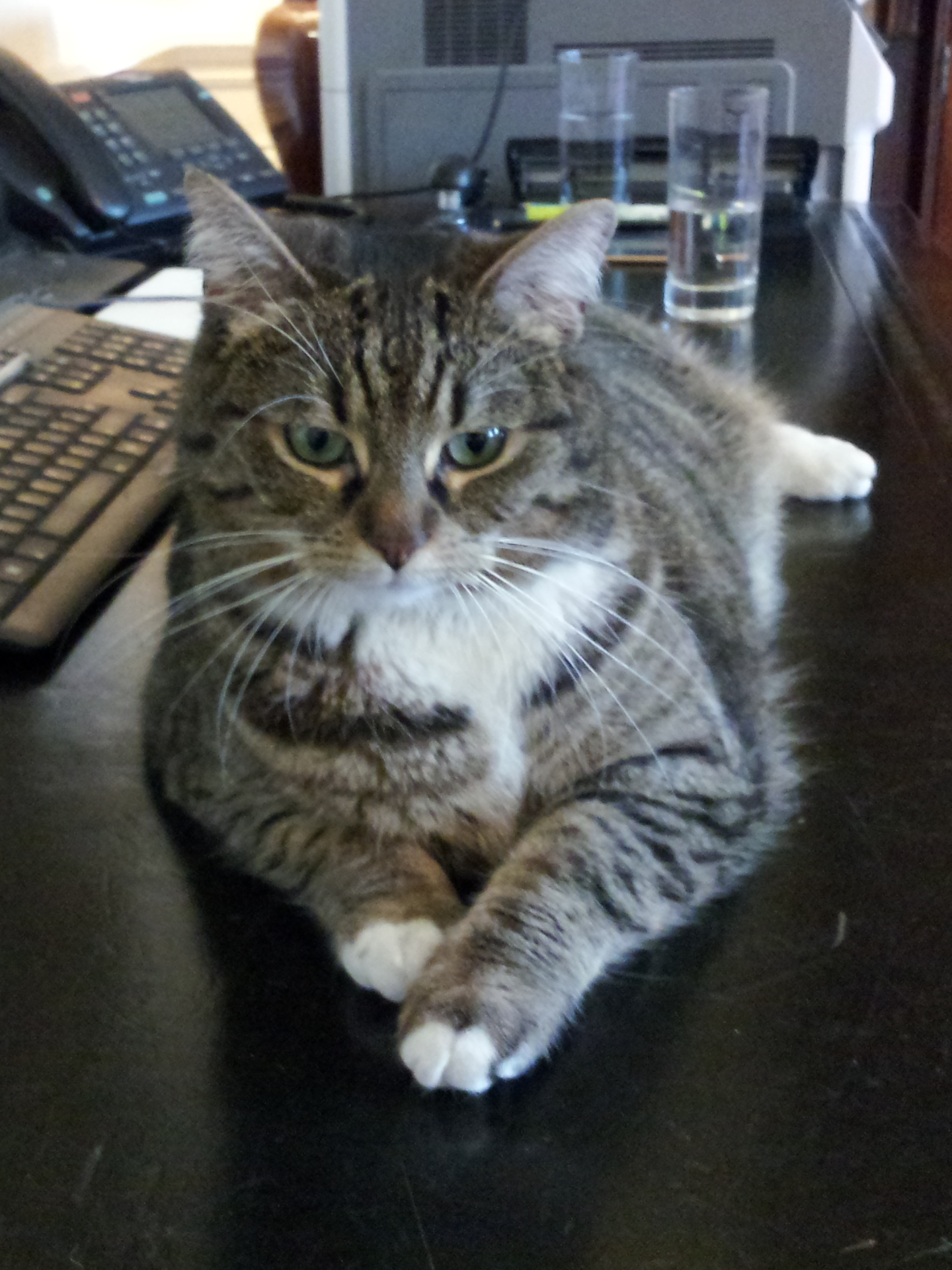
프레야의 2012년 모습

프레야(Freya, 2009년 4월경 ~ 2022년 8월 4일)는 2012년 9월 16일부터 2014년 11월 9일까지 영국 내각부 수석 쥐잡이를 역임했던 암컷 범무늬 고양이다. 원래 조지 오스본 재무경네 집의 고양이였는데, 전임 수렵보좌관 래리가 쥐를 안 잡아서 경질된 이후 후임자로 임명되었다. 2014년 11월 은퇴하고 켄트주로 낙향했다. 2022년 사망했다.
2014년 5월 관저 밖으로 나갔다가 길을 잃어버려서 일시 실종되었다. 한 여성 자원봉사자가 프레야를 발견하여 오스본의 트위터로 "노숙자 예산 삭감을 멈추라"는 내용의 협박 사진을 보내고 얼마 뒤 돌려보냈다. 같은 해 8월에는 화이트홀에서 차에 치였다가 응급구조를 받고 살아남았다.
2022년 8월 4일 13세의 나이로 사망했다.